# DHL

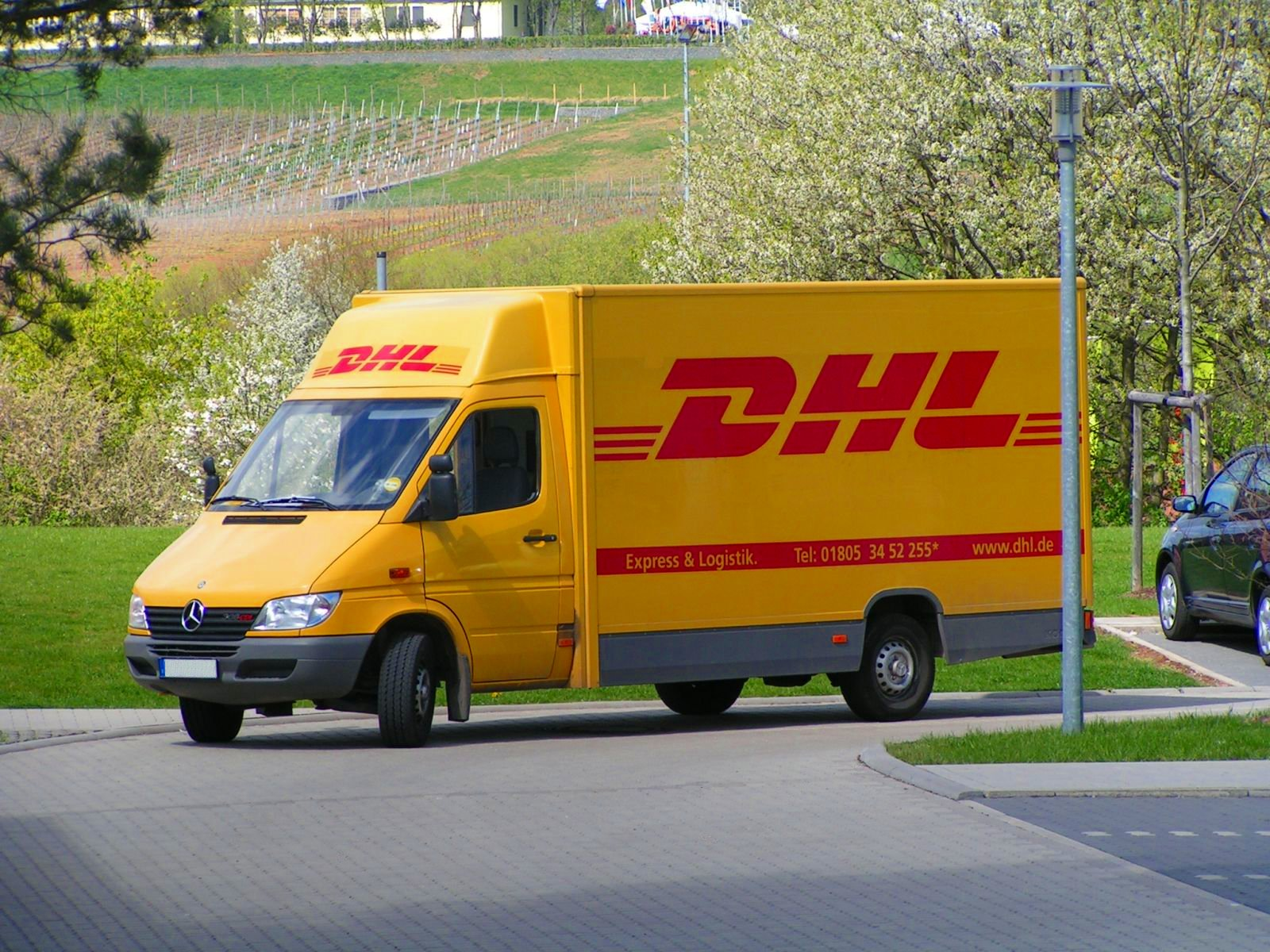
DHL-schappenwagen

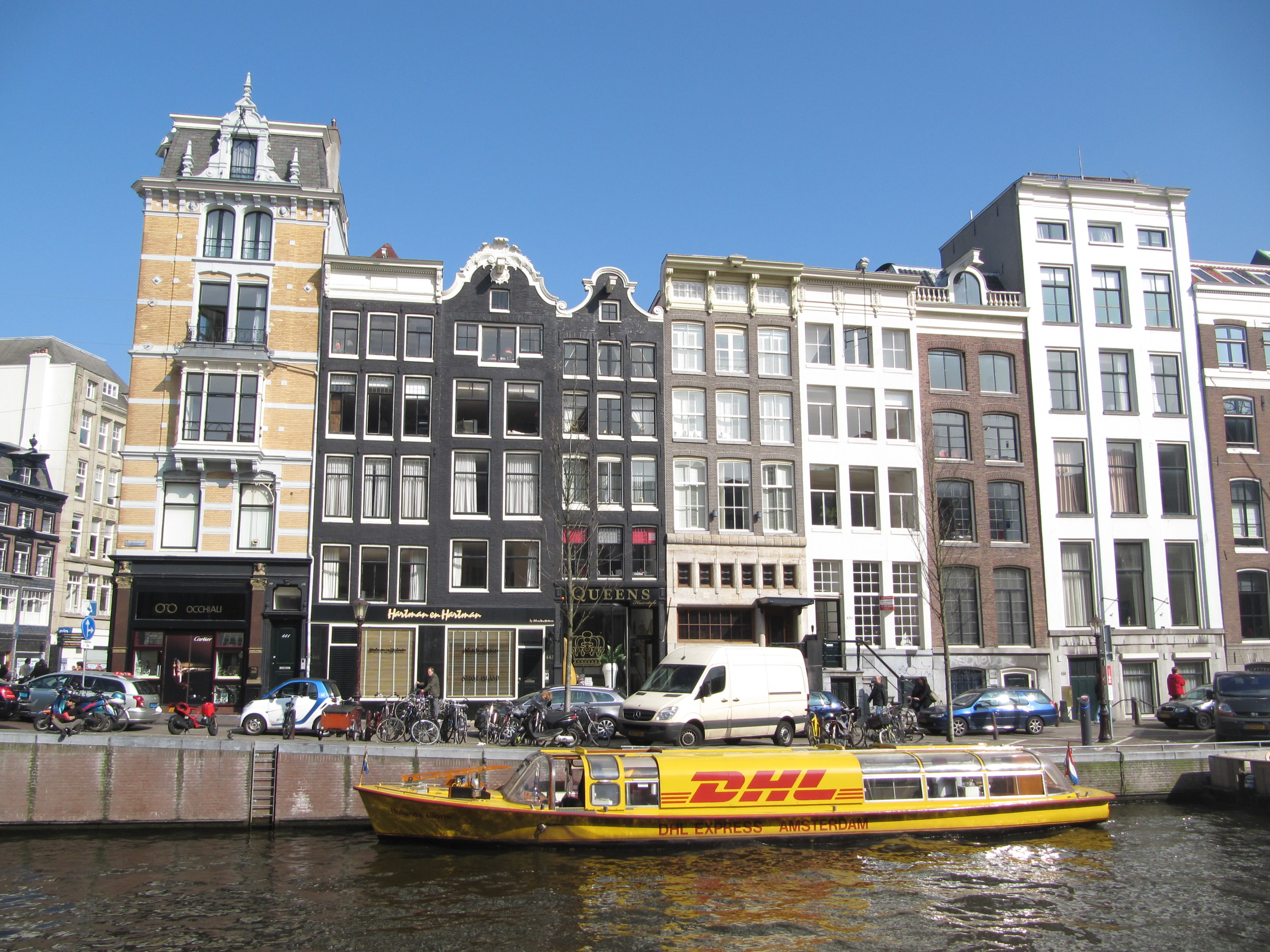
De pakjesboot van DHL die op de Amsterdamse grachten vaart sinds 1997

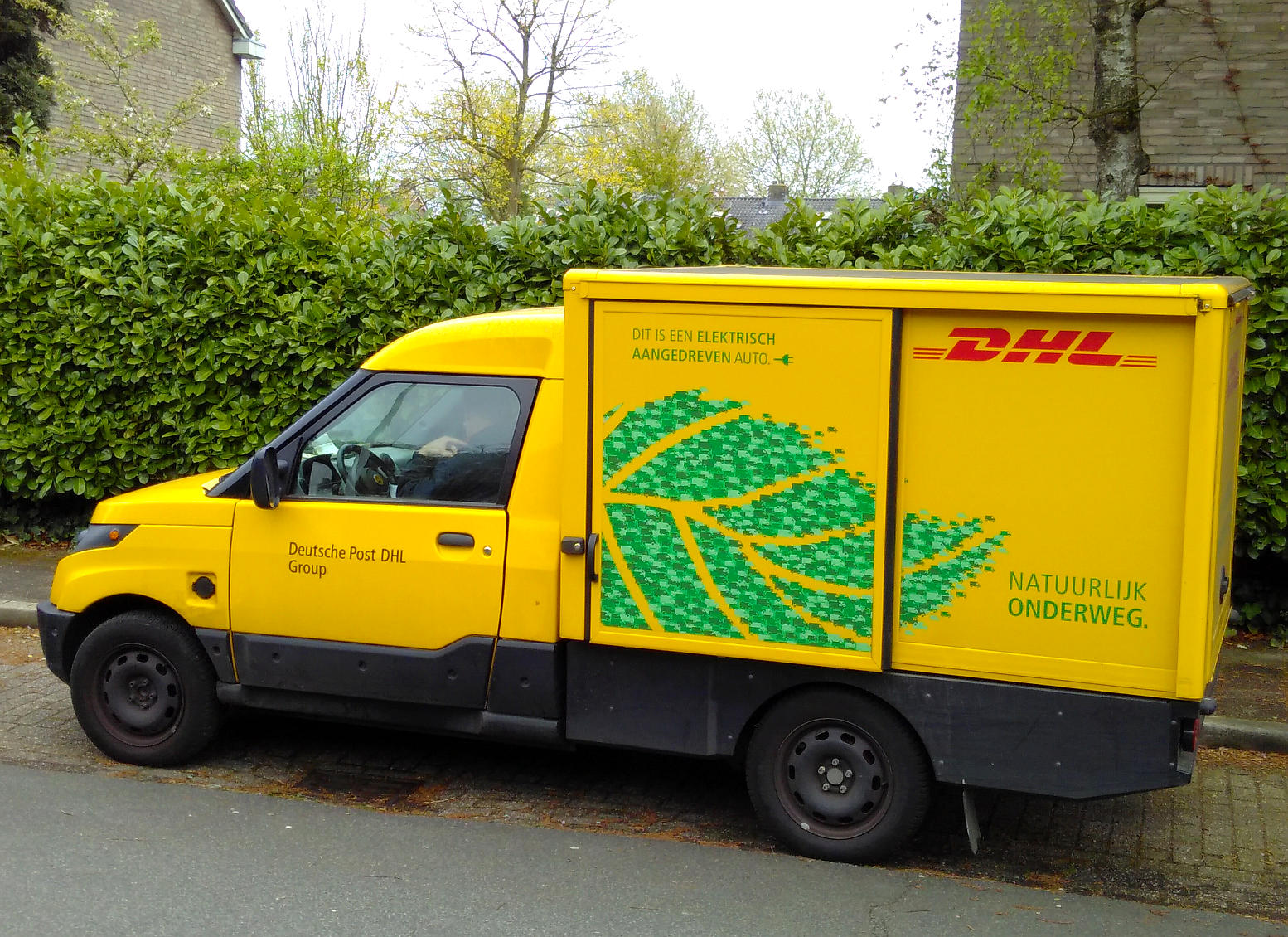
Bezorging van pakketten in woonwijken met een elektrische Streetscooter (mei 2017)

De elektrische bakfiets, op de Stadhouderskade in Amsterdam (foto, maart 2023)

DHL is een internationale dochteronderneming van Deutsche Post DHL. Oorspronkelijk was DHL Express vooral actief als internationaal koeriersbedrijf voor de verzending van pakketten en brieven, later kwam daar contractlogistiek bij.
Hoofdonderdelen van DP DHL groep zijn:
Deutsche Post:
- PeP (Post, eCommerce, Parcel)

DHL:
- DHL Express
- DHL Global Forwarding, Freight
- DHL Supply Chain

## Geschiedenis
DHL Worldwide Express werd in 1969 in de Verenigde Staten opgericht en is genoemd naar de drie oprichters Adrian Dalsey, Larry Hillblom en Robert Lynn, drie ondernemers uit San Francisco. In 1969 begon DHL Worldwide Express met het vervoer van douanedocumenten per vliegtuig. Hierdoor werd de inklaringstijd voor vrachtzendingen drastisch ingekort. Waar de eerste vluchten vooral tussen San Francisco en Honolulu plaatsvonden, werd later het netwerk verder uitgebreid. Sinds 2013 is DHL Express wereldwijd marktleider op het gebied van internationale expresbezorging en logistiek.
Deutsche Post (DP) nam in 1999 het Belgische Van Gend & Loos (inclusief Selektvracht) over. Sinds het einde van het jaar 2002 is DHL Worldwide Express voor 100% eigendom van Deutsche Post en sinds 1 april 2003 wordt de naam 'DHL' ook gebruikt als naam voor zowel Van Gend & Loos als voor de twee al bestaande exprestransporteurs van DP, Danzas en Deutsche Post Euro Express.
In augustus 2005 kondigde Klaus Zumwinkel, de toenmalige CEO van DP, aan dat hij een bod had gedaan op het Britse logistieke bedrijf Exel PLC (niet te verwarren met Exel Aviation Group). In december werd de daadwerkelijke overname bekendgemaakt. Het bedrag dat ervoor werd betaald was het grootste bedrag dat DP ooit voor een overname had neergeteld. De ca. 125.000 werknemers van Exel zijn overgenomen door DP en vallen nu deels onder DHL.
Deutsche Post DHL groep bestaat uit de volgende bedrijfsonderdelen:
- Post - eCommerce - Parcel: De Post van Duitsland en pakketdienst voor Europa over de weg
- DHL Express: wereldwijde snelle expresleveringen en koeriersdiensten via de lucht
- DHL Global Forwarding, Freight: lucht- en zeevracht, FTL, LTL en groupage diensten
- DHL Supply Chain: magazijn/warehouse oplossingen en contractlogistiek (3PL)

DHL vervoert 40 miljoen kilo vracht en 2 miljard zendingen per jaar, met 76.200 voertuigen en meer dan 250 vliegtuigen. Bij DP DHL werken wereldwijd ruim 530.000 mensen.

## DHL Aviation

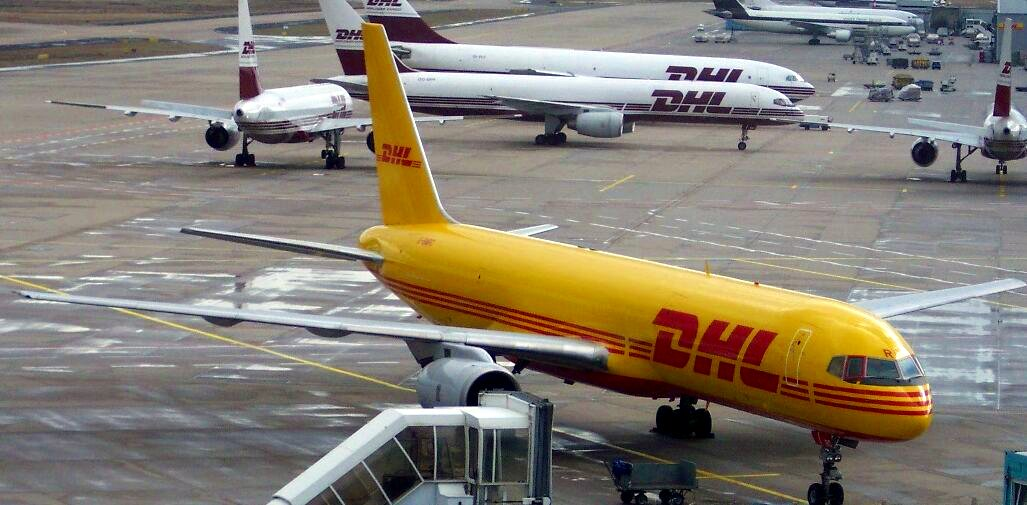
Vliegtuig van DHL

DHL Aviation is een onderdeel van DHL Express dat verantwoordelijk is voor luchttransport voor DHL Express-zendingen. Het is geen op zichzelf staande vliegmaatschappij, maar bestaat uit verschillende vliegmaatschappijen die (deels) eigendom zijn van DHL Express, gecombineerd met bij andere vliegmaatschappijen gehuurde diensten. In totaal onderhoudt DHL Aviation 213 vliegtuigen (in 2023) en worden wereldwijd meer dan 500 vliegvelden aangevlogen. Hiervan zijn er acht hoofdhubs en meerdere regionale hubs. De hoofdhubs zijn Leipzig/Halle, Cincinnati, London Luton, Bahrein, Milano-Malpensa, East Midlands, Shanghai Pudong en Hongkong.
DHL Aviation is eigenaar van de volgende vliegmaatschappijen:
- European Air Transport, Leipzig, Duitsland
- DHL Air Austria, Wenen, Oostenrijk
- DHL Air UK, East Midlands, Verenigd Koninkrijk
- DHL Aero Expreso, Tocumen, Panama
- SNAS/DHL, Manamah, Bahrein
- Blue Dart Aviation, Chennai, India

Daarnaast heeft DHL Aviation aandelen in:
- AeroLogic, Schkeuditz (Leipzig), Duitsland (50%)
- Air Hong Kong, Hongkong (40%)
- Polar Air Cargo, Purchase (New York), Verenigde Staten (49%)
- Tasman Cargo Airlines, Sydney, Australië (49%)

## Varia
- Op 22 november 2003 werd bij een aanval een Airbus A300 van DHL met drie mensen aan boord in Bagdad geraakt door een luchtdoelraket. De bemanning schreef geschiedenis door voor de eerste keer in de geschiedenis een vliegtuig dat alle hydraulische systemen verloren heeft veilig aan de grond te zetten.
- DHL is hoofdsponsor van het Nuwelandstadion in Kaapstad. Vanaf 2011 draagt dit rugby- en voetbalstadion ook de naam van DHL. De officiële naam is gewijzigd in DHL Nuwelandstadion.
- DHL eCommerce Nederland B.V. (voorheen DHL Parcel Nederland B.V.) is in het voorjaar 2017 begonnen met het invoeren van in totaal 100 Streetscooters, dat zijn elektrische bestelauto's, in dertien Nederlandse steden. In het najaar van 2017 volgen nog drie steden.[2]